# Alfonso Laso Sedeño
Alfonso Laso Sedeño (falecido em 1607) foi um prelado católico romano que serviu como arcebispo (título pessoal) de Maiorca de 1604 a 1607, arcebispo de Cagliari de 1596 a 1604, e bispo de Gaeta de 1587 a 1596.

## Sucessão episcopal
Enquanto bispo, foi o consagrador principal de:
- Francisco Desquivel, Arcebispo de Cagliari (1605);

e co-consagrador principal de:
- Carlos Muñoz Serrano, Bispo de Barbastro (1596).